# Macki (rejon miadzielski)
Macki (biał. Мацкі; ros. Мацки) – wieś na Białorusi, w obwodzie mińskim, w rejonie miadzielskim, w sielsowiecie Swatki.
Dawniej używana nazwa – Maćki.

## Historia
W czasach zaborów wieś w granicach Imperium Rosyjskiego.
W dwudziestoleciu międzywojennym wieś leżała w Polsce, w województwie wileńskim, w powiecie duniłowickim (od 1926 postawskim), w gminie Miadzioł.
Według Powszechnego Spisu Ludności z 1921 roku zamieszkiwało tu 166 osób, 22 było wyznania rzymskokatolickiego a 144 prawosławnego. Jednocześnie 21 mieszkańców zadeklarowało polską a 145 białoruską przynależność narodową. Było tu 27 budynków mieszkalnych. W 1931 w 27 domach zamieszkiwało 154 osoby.
Wykaz miejscowości wyszczególnia gajówkę Macki , w 1931 w jednym domu mieszkało 3 osoby.
Wierni należeli do parafii rzymskokatolickiej w m. Miadzioł i prawosławnej w Swatkach. Miejscowość podlegała pod Sąd Grodzki w Miadziole i Okręgowy w Wilnie; właściwy urząd pocztowy mieścił się w Miadziole.
W 1938 roku miejscowość należała do gromady Macki gminy Miadzioł.
Po agresji ZSRR na Polskę w 1939 roku wieś znalazła się w granicach BSRR. W latach 1941–1944 była pod okupacją niemiecką. Następnie leżała w BSRR. Od 1991 roku w Republice Białorusi.